# Mikania neblinensis
Mikania neblinensis là một loài thực vật có hoa trong họ Cúc. Loài này được Aristeg. mô tả khoa học đầu tiên năm 1957.